# Kay Kendall
Pour les articles homonymes, voir Kendall.
Kay Kendall (née Justine Kay Kendall-McCarthy) est une actrice anglaise, née le 21 mai 1926 à Withernsea, Yorkshire (Angleterre) et morte d'une leucémie à Londres (Angleterre) le 6 septembre 1959. 
Elle fut mariée à Rex Harrison (1957-1959)

## Carrière
Kay Kendall figure, à partir de 1944, au générique de films tels que Champagne Charlie d'Alberto Cavalcanti, César et Cléopâtre de Gabriel Pascal, London Folies de Wesley Ruggles, Les Forbans de la nuit de Jules Dassin, Le Démon de la danse de Charles Crichton. Elle y croise d'autres débutantes (Diana Dors et Joan Collins dans, entre autres, Lady Godiva Rides Again de Frank Launder), et côtoie les stars David Niven et Margaret Rutherford.
Elle n'accède à un premier rôle que dans Les Femmes connaissent la musique (1953) et Fast and Loose (1954) avec pour partenaires Cesar Romero et Stanley Holloway, et surtout Toubib or not toubib de Ralph Thomas (1954), dont le rôle-titre est tenu par Dirk Bogarde. Dès lors elle partage la vedette des comédies Abdullah le Grand de et avec Gregory Ratoff, Un mari presque fidèle de Sidney Gilliat, mari incarné par Rex Harrison (alors marié avec Lilli Palmer), Simon et Laura de Muriel Box (1955) où Peter Finch est Simon.
Kendall accède à la gloire hollywoodienne via l'épopée Les Aventures de Quentin Durward aux côtés de Robert Taylor. Puis elle interprète trois classiques de la comédie américaine (Les Girls de Cukor, Qu'est-ce que maman comprend à l'amour ? de Minnelli où elle retrouve Harrison, Chérie recommençons de Donen) qui l'imposent comme une reine du genre, avant de mourir tragiquement.

## Filmographie sélective
- 1944 : Champagne Charlie de Alberto Cavalcanti
- 1944 : Fiddlers Three (Néron et les deux marins) de Harry Watt
- 1944 : Dreaming de John Baxter
- 1945 : Waltz Time de Paul Stein
- 1945 : César et Cléopâtre (Caesar and Cleopatra) de Gabriel Pascal
- 1950 : Les Forbans de la nuit (Night and the City) de Jules Dassin
- 1950 : Le Démon de la danse (Dance Hall) de Charles Crichton
- 1951 : Lady Godiva (Lady Godiva Rides Again) de Frank Launder
- 1953 : Meet Mr. Lucifer d'Anthony Pelissier
- 1953 : Geneviève (Genevieve) d'Henry Cornelius
- 1953 : Street of Shadows de Richard Vernon
- 1953 : Mantrap de Terence Fisher
- 1954 : Toubib or not Toubib (Doctor in the House) de Ralph Thomas
- 1954 : Fast and Loose de Gordon Parry
- 1955 : Les Aventures de Quentin Durward (The Adventures of Quentin Durward) de Richard Thorpe
- 1955 : Un mari presque fidèle (The Constant Husband) de Sidney Gilliat
- 1957 : Les Girls de George Cukor
- 1958 : Qu'est-ce que maman comprend à l'amour ? (The Reluctant Debutante) de Vincente Minnelli
- 1960 : Chérie recommençons (Once More with Feeling) de Stanley Donen